# Dwight L. Moody
Dwight Lyman Moody (ur. 5 lutego 1837, zm. 22 grudnia 1899) – amerykański kaznodzieja i wydawca. Założyciel Kościoła Moody'ego, szkoły w Massachusetts („Northfield Mount Hermon School”), Instytutu Biblijnego Moody'ego i Wydawnictwa Moody'ego.

## Życiorys
Był wychowany w Kościele unitariańskim, później uczęszczał do Kościoła kongregacjonalnego. W 1872 roku w podróży do Anglii stał się znany jako ewangelista. Niektórzy twierdzą, że był największym kaznodzieją XIX wieku. W swoim usługiwaniu współpracował z braćmi plymuckimi. Często przemawiał do dużej publiczności osiągającej 30 000 słuchaczy.
Dziesięć lat po śmierci Moody'ego, Kościół Chicago Avenue został przemianowany na Kościół Moody'ego (Moody Church), na cześć Moody'ego, a Chicago Bible Institute zostało również przemianowane na Instytut Biblijny Moody'ego (Moody Bible Institute).
Wspierał Józefa Rabinowicza w jego działalności oraz głoszenie ewangelii wśród Żydów. W 1923 roku Instytut Biblijny Moody'ego otworzył odrębny wydział przygotowujący misjonarzy do misji wśród Żydów.